# Patrick Nauroy
 (avril 2025).
Si vous disposez d'ouvrages ou d'articles de référence ou si vous connaissez des sites web de qualité traitant du thème abordé ici, merci de compléter l'article en donnant les références utiles à sa vérifiabilité et en les liant à la section « Notes et références ».
Pas d'image ? Cliquez ici

a Compétitions nationales et continentales officielles uniquement.

b Matchs officiels uniquement.
Patrick Nauroy, né le 15 janvier 1951 à Paris 14e, est un joueur international français de rugby à XIII évoluant au poste d'ailier dans les années 1970 et 1980. 
Il joue de nombreuses années au XIII Catalan de Perpignan empilant de nombreux titres tels que le Championnat de France en 1979, 1982, 1983, ainsi que la  Coupe de France en 1976, 1978 et 1980. Fort de ses performances en club, il est sélectionné à deux reprises en équipe de France en 1979 pour affronter victorieusement la Papouasie-Nouvelle-Guinée.

## Palmarès
- Collectif :
  - Vainqueur du Championnat de France : 1979, 1982 et 1983 (XIII Catalan).
  - Vainqueur de la Coupe de France : 1976, 1978 et 1980 (XIII Catalan).
  - Finaliste du Championnat de France : 1978 et 1981 (XIII Catalan).
  - Finaliste de la Coupe de France : 1977, 1981 et 1983 (XIII Catalan).

### Détails en sélection
| 1. | 14 octobre 1979 | Papouasie-Nlle-Guinée | 16-9 | Test-match | Ailier | 6 | 2 | - | - |
| 2. | 28 octobre 1979 | Papouasie-Nlle-Guinée | 15-2 | Test-match | Ailier | - | - | - | - |